# Зіньковський Анатолій Павлович
Анатолій Павлович Зіньковський (10 серпня 1949, Дергачі — 1 серпня 2022, Київ) — український науковець-механік, педагог, доктор технічних наук (1996), професор (2008). Заслужений діяч науки і техніки України (2018).
Майже півстоліття — науковий співробітник Інституту проблем міцності імені Г. С. Писаренка (1973—2022), обіймав посади від старшого інженера до директора Інституту. Професор Національного авіаційного університету (2002—2011). Член-кореспондент Національної академії наук України. Автор понад 250-ти наукових робіт, учень професорів Валентина Матвєєва та Георгія Писаренка.

## Життєпис
Народився 10 серпня 1949-го року в Дергачах в родині столяра.
В 1972-му році з відзнакою закінчив Харківський політехнічний інститут по спеціальності «Динаміка та міцність машин». Планував здобувати спеціальність «Інженерна електрофізика», але змінив свої плани після розмови з членом приймальної комісії, майбутнім академіком Анатолієм Підгорним, який розгледів талант хлопця в іншій сфері.
Рік працював на рідній кафедрі університету, після чого, в 1973-му році, переїхав до Києва та перейшов у відділ міцності матеріалів та елементів конструкцій при імпульсних та вібраційних навантаженнях Інституту проблем міцності АН УРСР, почав свою роботу з посади старшого інженера.
З 1974-го року — в аспірантурі. Через рік перейшов у новостворений відділ вібраційної надійності. В 1981-му році здобув науковий ступінь кандидата технічних наук, захистивши дисертацію на тему «Влияние демпфирования на резонансные колебания связанной системы с нарушенной регулярностью однотипных подсистем». З 1983-го року — старший науковий співробітник Інституту.
В 1996-му році, виконавши комплекс розрахунково-експериментальних досліджень, здобув науковий ступінь доктора технічних наук, захистивши дисертацію «Связанные колебания регулярных механических систем с нарушенной симметрией».
В 2000-му році зайняв посаду керівника відділу коливань у роторних системах, в 2006-му — керівника відділу коливань та вібраційної надійності. З 2002-го по 2011-й рік — професор кафедри механіки Національного авіаційного університету.
З 2014-го по 2016-й рік — очільник державної екзаменаційної комісії зі спеціальності «Динаміка та міцність машин» Київського політехнічного інституту. Голова спеціалізованої вченої ради Інституту проблем міцності, член спеціалізованої вченої ради Львівської політехніки.
В 2015-му році обраний на посаду заступника директора з наукової роботи Інституту проблем міцності, в 2021-му році — директора Інституту. Відтоді ж — член-кореспондент Національної академії наук України за спеціальністю «Механіка».

Могила Анатолія Зіньковського, Байкове кладовище

Був одружений, виховав доньку. На посаді директора Інституту проблем міцності пропрацював пів року. Помер 1 серпня 2022-го року, за 9 днів до 73-го дня народження. Похований в колумбарії Байкового кладовища, біля центрального входу (50°24′55.22″ пн. ш. 30°30′19.93″ сх. д. / 50.4153389° пн. ш. 30.5055361° сх. д.).

## Наукова діяльність
Член Бюро Відділення механіки НАН України, Міжвідомчої координаційної ради з питань експлуатації, ремонту та модернізації авіаційної техніки, Національного комітету України з теоретичної та прикладної механіки, Національної ради України з машинознавства. Член редакційних колегій науково-технічних часописів «Проблеми міцності», «Вісник Національного технічного університету ХПІ», «Вісник двигунобудування». Організатор наукових конференцій, конгресів, сесій.
Керівник спільних наукових проєктів з Інститутом проточних машин імені Роберта Шевальського (Гданськ) та Празьким інститутом термомеханіки. Неодноразово виїздив до Китаю на наукові конференції та лекції.
Автор понад 250-ти наукових робіт. Результати досліджень Анатолія Зіньковського та його колег використовують провідні підприємства України в галузі авіаційного газотурбобудування: Запорізьке машинобудівне конструкторське бюро «Прогрес», «Мотор Січ» тощо.
У квітні 2023-го року був посмертно удостоєний премії НАН України імені Г. С. Писаренка за серію праць «Обчислювальні підходи та нелінійні моделі оцінки міцності та прогнозу надійності композитних та конструктивно складних елементів машинобудівних конструкцій».

## Науковий доробок (частковий)
- 1981 — «Влияние демпфирования на резонансные колебания связанной системы с нарушенной регулярностью однотипных подсистем»: диссертация кандидата технических наук : 01.02.06. — Киев, 1981. — 149 с. : ил.
- 1996 — «Связанные колебания регулярных механических систем с нарушенной симметрией»: диссертация доктора технических наук : 05.02.09. — Киев, 1996.
- 1998 — «Коливання регулярних систем з порушеною симетрією» (стаття; у співавторстві)
- 1999 — «Валентин Володимирович Матвєєв» (монографія)
- 1999 — «Влияние параметров упрогодиссипативной связи на резонансные колебания систем с нарушенной поворотной симметрией» (стаття)
- 2004 — «Проблеми динаміки і міцності в газотурбобудуванні» (збірник статей за результатами конференції)
- 2006 — «Способи зниження збудження коливань об'єднавчих плат у блоках радіоелектронної апаратури»
- 2007 — «Проблеми динаміки і міцності в газотурбобудуванні» (збірник статей за результатами конференції)
- 2008 — «Влияние кристаллографической ориентации на спектр собственных колебаний и предел выносливости монокристаллических рабочих лопаток турбин» (стаття; у співавторстві)
- 2011 — «Проблеми динаміки і міцності в турбомашинобудуванні» (збірник статей за результатами конференції)
- 2012 — «Експериментально-розрахунковий комплекс з прогнозування стійкості до дозвукового флатера лопаткових вінців» (стаття; разом із Володимиром Цимбалюком)
- 2014 — «Проблеми динаміки і міцності в турбомашинобудуванні» (збірник статей за результатами конференції)
- 2016 — «Забезпечення міцності матеріалів і конструкцій — запорука створення високонадійної техніки (до 50-річчя заснування Інституту проблем міцності ім. Г. С. Писаренка НАН України)» (стаття; у співавторстві)
- 2017 — «Актуальні проблеми динаміки та міцності в сучасному авіаційному двигунобудуванні» (доповідь)
- 2018 — «Визначення вібродіагностичних показників наявності тріщини нормального відриву в пері лопатки при основному, супер- та субгармонічному резонансах» (стаття; у співавторстві)
- 2019 — «Видатний вчений, мудрий керівник і наставник, надійний колега. До 90-річчя академіка НАН України В. Т. Трощенка» (стаття; у співавторстві)
- 2020 — «Дослідження впливу гнучкості пера на оптимальні умови спряження полиць попарно бандажованих лопаток турбін» (стаття)
- 2020 — «Вплив орієнтації контактних поверхонь бандажних полиць та рівня збудження коливань робочих лопаток на їх вібронапруженість» (стаття; у співавторстві)
- 2020 — «Засновник української школи з міцності матеріалів та конструкцій в екстремальних умовах навантаження. До 110-річчя від дня народження академіка Г. С. Писаренка» (стаття; разом з Валентином Матвєєвим)
- 2021 — «Розрахункове визначення ефективних характеристик розсіювання енергії в шаруватих композитах» (стаття)
- 2021 — «Складний напружений стан матеріалів і елементів конструкцій та критерії міцності — наукова візитівка академіка А. О. Лебедєва» (стаття; разом з Валентином Матвєєвим)

## Нагороди
- 2015 — премія НАН України імені С. П. Тимошенка — за цикл праць «Міцність і надійність лопаткового апарату робочих коліс сучасних авіаційних газотурбінних двигунів та забезпечення його ресурсу»
- 2016 — почесна грамота Верховної Ради України
- 2018 — заслужений діяч науки і техніки України
- 2023 — премія НАН України імені Г. С. Писаренка (посмертно) — за серію праць «Обчислювальні підходи та нелінійні моделі оцінки міцності та прогнозу надійності композитних та конструктивно складних елементів машинобудівних конструкцій»